# کاساندرا جین
کاساندرا جین وایتهد (انگلیسی: Cassandra Jean؛ زادهٔ ۵ اکتبر ۱۹۸۵) یک هنرپیشه و مدل و ملکه زیبایی دختر شایسته اهل ایالات متحده آمریکا است.

## زندگی شخصی
- کاساندرا فارغ التحصیل دانشگاه تگزاس ای اند ام در کورپس کریستی است.
- وی در سال ۲۰۱۲ ، هنگام تعطیلاتی در کارائیب با بازیگر کانادایی استیون امل ازدواج کرد.
- او در سریال های هانا مونتانا ، مد من ، سی‌اس‌آی: میامی و سی‌اس‌آی به عنوان بازیگر مهمان ایفای نقش کرده است.